# Morellia xanthoptera
Morellia xanthoptera är en tvåvingeart som beskrevs av Pamplona 1986. Morellia xanthoptera ingår i släktet Morellia och familjen husflugor. Inga underarter finns listade i Catalogue of Life.